# Benjamin Harris
Pour les articles homonymes, voir Harris.
Benjamin Harris (1647-1720 ; fl.  1673-1716) est un éditeur et journaliste du XVIIe siècle en Angleterre et aux États-Unis.

## Biographie
À Londres, il est l’éditeur de livres pour le parti Whig dès 1673. La plupart de ses publications sont anti-Catholiques et militant contre le risque de montée sur le trône du Duc d’York, ce qui lui vaut des amendes et peines de prison. De 1679 à 1681, il publie le Domestick Intelligence: Or News both from City and Country, qui met l’accent sur les nouvelles locales, ce qui était encore rare à cette époque. Il part à Boston en 1686 pour ouvrir le “London Coffee House”, ouvert aux femmes comme aux hommes, où l’on peut consulter la presse étrangère. La colonie du Massachusetts lui confie en 1692 l’impression des documents officiels. Il publie The New-England Primer et le Tulley’s Almanach puis le Publick Occurrences Both Forreign and Domestick, qui est le premier journal du continent nord-américain: trois pages d’informations locales et un quatrième laissée blanche pour permettre au lecteur d’apporter ses propres informations et réflexions. Benjamin Harris fut emprisonné et quitta Boston cinq ans plus tard pour revenir à Londres et y fonder le London Post, qu’il dirige de 1699 à 1706 avant de le vendre. Entre-temps, de 1690 à 1695, Harris continua à gérer son café en s’associant à John Allen et en s’occupant des orphelins et des sans-domicile fixe.